# تپه تل بردی
تپه تل بردی مربوط به دوره قاجار است و در شهرستان تنگستان، جنوب غربی دلوار واقع شده و این اثر در تاریخ ۱۱ دی ۱۳۸۰ با شمارهٔ ثبت ۴۵۵۱ به‌عنوان یکی از آثار ملی ایران به ثبت رسیده است.